# EE JUMPのラジオでいいじゃん
EE JUMPのラジオでいいじゃん（いーいーじゃんぷのらじおでいいじゃん）は2000年（平成12年）10月から、2002年（平成14年）6月までニッポン放送で放送されていたラジオ番組。パーソナリティはEE JUMP。
番組放送期間中にメンバーのユウキの活動休止や、EE JUMP脱退などの騒動があったが、その間もソニン1人で番組を担当していた。2002年（平成14年）5月の時点でEE JUMPは事実上解散してしまったが、番組は2002年6月まで放送された。

## 放送時間
- 2000年10月～2001年3月　月曜21:30～21:50
- 2001年4月～2001年9月　土曜21:30～21:40
- 2001年10月～2002年3月　土曜20:30～21:00
- 2002年4月～2002年6月　月曜21:30～21:50